# 1954 en Nouvelle-Écosse
Chronologie de la Nouvelle-Écosse
- 1950
- 1951
- 1952
- 1953
- 1954
- 1955
- 1956
- 1957
- 1958

Cette page concerne des événements survenus en 1954 dans la province canadienne de Nouvelle-Écosse.

## Politique
- Premier ministre : Angus L. Macdonald puis Harold Connolly et Henry Hicks
- Chef de l'Opposition :
- Lieutenant-gouverneur : Alistair Fraser
- Législature :